# Propsteikirche (Königsberg)

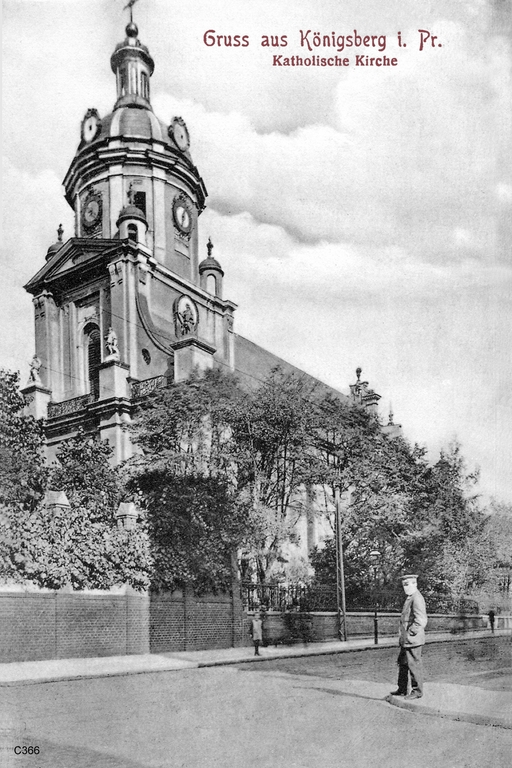
Propsteikirche (1908)

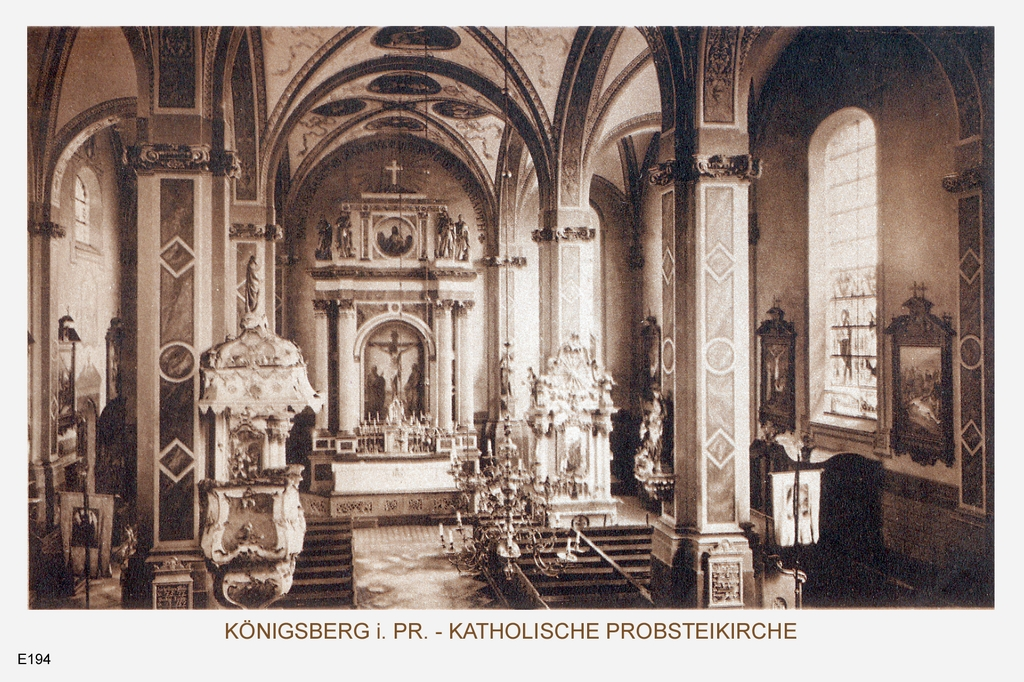
Kirchenschiff

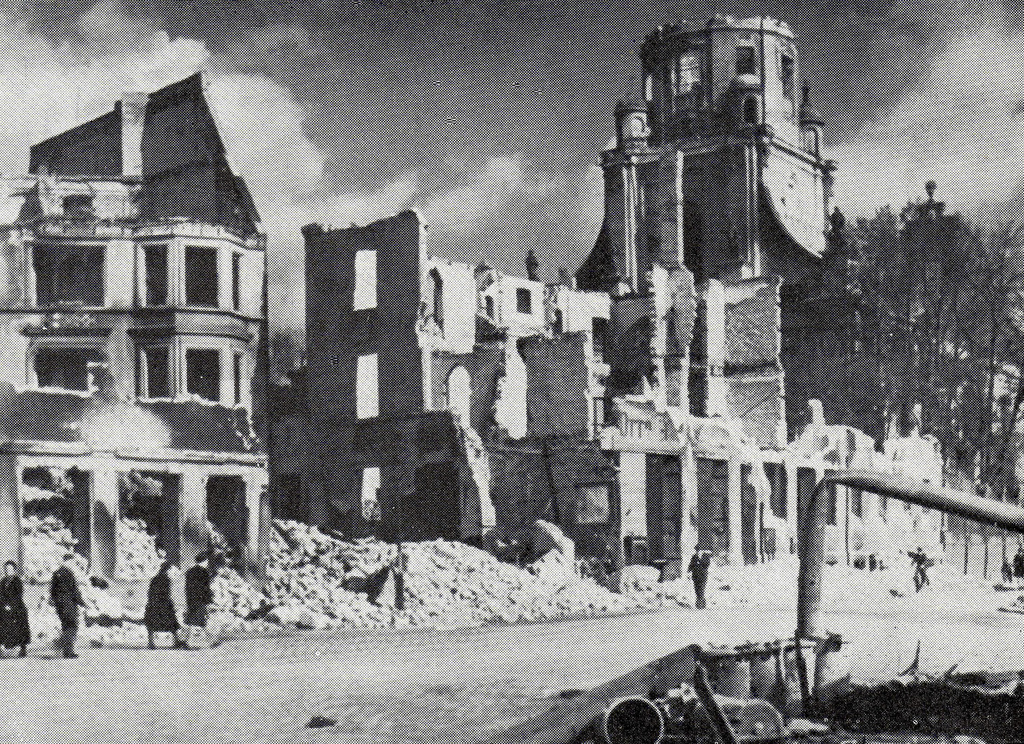
1944

Den Mittelpunkt des katholischen Lebens in Königsberg i. Pr. bildete die barocke Propsteikirche im Stadtteil Sackheim.

## Geschichte
Da die Vorherrschaft der Polen in Preußen durch die Schweden gefährdet war, musste Sigismund III. Wasa, um seine Belehnung zu sichern, auf die Gleichberechtigung der Katholiken drängen und verpflichtete den Kurfürsten Johann Sigismund 1611 anlässlich seiner Belehnung in Warschau zum Bau einer katholischen Kirche, die 1616 eingeweiht wurde. Zu ihrer Zeit war sie die einzige katholische Kirche im Bistum Samland und unterstand dem Bischof des Ermlands. Beim großen Brand im Löbenicht 1764 wurde sie zerstört und von 1765–76 vom Baudirektor Johann Samuel Lilienthal im barocken Stil wiedererrichtet. Sie war auch die erste barocke Kirche der Stadt. Lilienthal baute ebenfalls die Kaplanei mit der schönen Frontispiz. 1810 fand hier die katholische Totenfeier für Königin Luise statt. Die Kirche wurde 1876 den Altkatholiken zugewiesen, kam aber nach deren zahlenmäßigen Rückgang wieder zur römisch-katholischen Gemeinde. 1886 wurde der Propst Dinder Erzbischof von Gnesen. Die Kirche wurde durch die Luftangriffe auf Königsberg im Zweiten Weltkrieg zerstört; die ausgebrannte Ruine stand noch bis mindestens 1957 inmitten einer Brache. Die Ruine wurde im Laufe der 1960er-Jahre von der Stadtverwaltung abgerissen. Heute verläuft an der Stelle der Kirche der Moskowski prospekt. Dennoch hat sich das katholische Leben in Sackheim wieder erholen können. 1995 wurde unweit des Sackheimer Tors von der katholischen Gemeinschaft Lumen Christi eine katholische Kirche mit angrenzenden Werkstätten und Sozialstation errichtet. Das Projekt wurde allerdings im März 2004 wieder aufgegeben.
Sehenswert war der Westgiebel mit den vier lebensgroßen Evangelisten; der Hochaltar von Andreas Schmidt und Rösel von 1772; die schmiedeeiserne Kanzel und die Sakristeitür von Powelski von 1777; die Orgel von Christoph Wilhelm Braveleit von 1792, in deren Gehäuse Bruno Göbel im Jahr 1900 ein neues Orgelwerk mit zwei Manualen und 36 Registern stellte.

## Geistliche
- Johann Josef Regenbrecht, Propst 1826–1832
- Julius Dinder, Propst 1868–1876
- Johannes Szadowski, Propst 1889–1914
- Oskar Stoff
- Albert Maier